# Отто Амброс
Отто Амброс (нім. Otto Ambros; 19 травня 1901, Вайден, Баварія — 23 липня 1990, Мангайм) — баварський німець, член нацистської партії. Один із лідерів військової економіки. Був відповідальний за розробку і впровадження бойових хімічних речовин. Член правління концерну «IG Farben». Засуджений за вироком суду на Нюрнберзькому процесі, де отримав вісім років ув'язнення.

## Біографія
Вступив в ополчення і в 1919 році добровольцем зголосився брати участь в придушенні революційних повстань в Мюнхені, в 1920 — в Рурі, і в 1921 — у Верхній Сілезії.
З 1920 року почав вивчати хімію і сільське господарство в університеті Мюнхена. У 1926 році, після отримання рекомендацій, влаштувався на роботу в хімічний концерн BASF, де став членом лабораторії аміаку на заводі в Людвігсгафені-на-Рейні. У 1930 році протягом року навчався на Далекому Сході. У 1935 році він очолив будівництво першого заводу в Шкопау з виробництва буни і отруйних газів.
1 травня 1937 року вступив у НСДАП (членський квиток № 6 099 289). У 1938 році Амброс став повноправним членом правління IG Farben. У 1940 році обіймав посаду радника відділу досліджень і розробок в рамках чотирирічного плану.
У середині травня 1943 року в штаб-квартирі Гітлера Амброс виступив з доповіддю про дії нервово-паралітичний отруйних речовин — табун і зарин. У наступному році він був призначений керуючим директором заводу Buna Fame IV в Аушвіці. Амброс був активним прихильником використання праці ув'язнених концентраційних таборів. Відкрито виступав зі словами подяки на адресу рейхсфюрера СС Генріха Гіммлера, який своїм наказом збільшив число в'язнів до ста тисяч чоловік і тим самим допоміг наростити промислові потужності концерну «IG Farben».
У 1946 році Отто Амброс був заарештований солдатами армії США. Він був звинувачений на Нюрнберзькому процесі у справі «про керівний склад хімічного концерну „IG Farben“». Судовим рішенням був визнаний винним в причетності до «поневолення» і «масових вбивств» і в 1948 році отримав 8 років позбавлення волі. До слова, серед інших фігурантів у цій справі йому було призначено один з найсуворіших вироків. Свою провину не визнав і вважав рішення суду незаконним. У 1952 році вийшов на свободу.
Співпрацював з американськими спецслужбами і виступав консультантом з питань хімічного виробництва. В подальшому обіймав керівні посади в різних хімічних підприємствах ФРН. З 1960 по 1975 рік був головою Наглядової ради Knoll AG.
Помер в 1990 році в Мангеймі. Після його смерті в 1990 році хімічний концерн BASF висловив свої співчуття з цього приводу і охарактеризував Амброса, як «виразну заповзятливу особистість з великою харизмою».

## Нагороди
- Хрест Воєнних заслуг 2-го і 1-го класу
- Лицарський хрест Хреста Воєнних заслуг (10 лютого 1944)